# To van Oosten Slingeland
Clasiena Johanna Geertruida (To) Cool-van Oosten Slingeland (Schoonhoven, 9 december 1887 – IJsselstein, 24 oktober 1975) was een Nederlands schilder, tekenaar en graficus.

## Leven en werk
Van Oosten Slingeland, lid van de familie Slingeland, was een dochter van mr. Daniel van Oosten Slingeland (1845-1907), advocaat, commissionair in effecten en wethouder, en Johanna Geertruida Vos (1857-1945). Ze was een jongere nicht van de tekenares Jo van Oosten Slingeland (1877-1945).
To van Oosten Slingeland studeerde bij het Genootschap Kunstoefening in Arnhem en aan de Academie van Beeldende Kunsten in Den Haag. Van Oosten Slingeland kreeg schilderlessen van Xeno Münninghoff en Edzard Koning en leerde etsen van Johannes Graadt van Roggen, Jan Schonk en W. Jos. de Gruyter. Ze schilderde en tekende landschappen en bloemstillevens in naturalistische stijl en maakte ook grafisch werk: etsen, hout- en linoleumsneden en litho's. Ze was tot haar huwelijk lid van de kunstenaarsvereniging Artibus Sacrum in Arnhem en van Pictura Veluvensis in Oosterbeek.
De kunstenares trouwde in 1931 met haar neef Albert Gerrit Cool (1891-1982). Hij was notaris in Andel (1923-1928) en IJsselstein (1928-1961) en actief als publicist. To Cool-van Oosten Slingeland overleed in 1975, op 87-jarige leeftijd. Het echtpaar is begraven op de Algemene Begraafplaats Zuid in Oosterbeek. Haar werk is opgenomen in de collecties van onder andere het Rijksmuseum Amsterdam en het Museum Veluwezoom.